# Parafia św. Mikołaja w Lisowie
Parafia świętego Mikołaja w Lisowie – parafia rzymskokatolicka, znajdująca się w diecezji kieleckiej, w dekanacie morawickim.